# Isa B
Isa B, pseudonimo di Isabella Valentini (Firenze, 3 novembre 1966), è una conduttrice televisiva e radiofonica italiana.

## Biografia
Esordisce nel 1992 sul canale musicale satellitare Match Music (parte della cui programmazione veniva replicata anche da diverse televisioni locali), in cui lavora ininterrottamente come conduttrice di diversi programmi per 10 anni.
Nel frattempo collabora con Italia 1, presentando insieme a Samuele Bersani e Elenoire Casalegno la prima edizione del programma musicale Jammin' e con Rai 2 dove presenta il programma settimanale Irregular Station e la striscia giornaliera Doppia vù.
Tra le emittenti radiofoniche negli anni ha lavorato per Radio Deejay, Radio Capital, Radio 101 e altre.
Nel 2006 conduce su Match Music il programma Hot, in onda da lunedì a venerdì in compagnia di Karim De Martino e Alan Caligiuri. Nonostante la sua carriera radio/televisiva non ha mai abbandonato le esibizioni come vocalist nelle serate in discoteca. Nel 2009 partecipa come DJ al programma di Italia 1 Colorado Cafè.
Tra il 2016 e il 2018 è prima vocalist italiana al Pacha Ibiza. Per la serata Paris by night cura la direzione artistica del Twiga di Marina di Pietrasanta. Rinnova totalmente la proposta musicale, creando con successo format esclusivi per il Dinner Show e la parte dedicata al club. Attualmente è la voce ufficiale del format #cubed, del duo di dj The Cube Guys, formato da Roberto Intrallazzi e Luca Provera
Nel febbraio 2018 inizia un progetto soulful con il gruppo di musicisti D’Andy & Bodyles, tra cui vi hanno preso parte Danny Losito, Simona Bencini, Paola Iezzi.
Nel frattempo continua collaborazioni con i dj italiani ed internazionali.